# Lokoli, Khanapur
Lokoli là một làng thuộc tehsil Khanapur, huyện Belgaum, bang Karnataka, Ấn Độ.